# Bulinus browni
Bulinus browni es una especie de molusco gasterópodo de la familia Planorbidae en el orden de los Basommatophora.

## Distribución geográfica
Es  endémica de Kenia.    